# Südostasienspiele 1961/Badminton
Titelträger im Badminton wurden bei den Südostasienspielen 1961 in Rangun in fünf Einzel- und zwei Mannschaftsdisziplinen ermittelt. Die Spiele fanden vom 11. bis zum 16. Dezember 1961 statt.

## Medaillengewinner
| Disziplin    | Gold                                | Silber                                | Bronze                 |
| ------------ | ----------------------------------- | ------------------------------------- | ---------------------- |
| Herreneinzel | Channarong Ratanaseangsuang         | Smas Slayman                          | Teh Kew San            |
| Dameneinzel  | Tan Gaik Bee                        | Pachara Pattabongse                   | Sio Chin Chu           |
| Herrendoppel | Ng Boon Bee Tan Yee Khan            | Narong Bhornchima Raphi Kanchanaraphi | Myint Htoon Maung Hla  |
| Damendoppel  | Sumol Chanklum Pankae Phongarn      | Tan Gaik Bee Jean Moey                | Ma Thin Wa Pamela Fink |
| Mixed        | Raphi Kanchanaraphi Pankae Phongarn | Ng Boon Bee Ng Mei Ling               | Maung Hla Ma Thida     |

## Finalresultate
| Disziplin    | Sieger                              | Finalist                              | Ergebnis           |
| ------------ | ----------------------------------- | ------------------------------------- | ------------------ |
| Herreneinzel | Channarong Ratanaseangsuang         | Smas Slayman                          | 15–1, 15–3         |
| Dameneinzel  | Malaya Tan Gaik Bee                 | Pachara Pattabongse                   | 6–11, 12–11, 11–4  |
| Herrendoppel | Ng Boon Bee Tan Yee Khan            | Narong Bhornchima Raphi Kanchanaraphi | 15–8, 6–15, 15–10  |
| Damendoppel  | Sumol Chanklum Pankae Phongarn      | Tan Gaik Bee Jean Moey                | 11–15, 15–12, 15–2 |
| Mixed        | Raphi Kanchanaraphi Pankae Phongarn | Ng Boon Bee Ng Mei Ling               | 14–18, 15–8, 15–9  |

## Medaillenspiegel
| Platz | Land       | Gold | Silber | Bronze | Gesamt |
| ----- | ---------- | ---- | ------ | ------ | ------ |
| 1     | Thailand   | 3    | 2      | 0      | 5      |
| 2     | Malaya     | 2    | 2      | 1      | 5      |
| 3     | Kambodscha | 0    | 1      | 0      | 1      |
| 4     | Birma      | 0    | 0      | 4      | 4      |
| 5     | Laos       | 0    | 0      | 0      | 0      |